# The Swan Road
«Лебединий Шлях» (англ. The Swan Road) — третий альбом украинской блэк-метал группы Drudkh, изданный в 2005 году лейблом Supernal Music. Был переиздан в январе 2010 года с другой обложкой лейблом Season of Mist.
В этом альбоме текстами песен послужили отрывки из поэмы «Гайдамаки» Тараса Шевченко (кроме трека «Ціна Волі», текстом которого является «Ой, чого ти почорніло, зеленеє поле…»). Музыка отличается контрастным сочетанием сырого дисторшна с акустическими вставками. Песни более короткие, чем на предыдущем альбоме.
Песню «Дума про Руйнування Січі» исполнил украинский бандурист Игорь Рачок.

## Список композиций
| №                   | Название                                              | Длительность |
| ------------------- | ----------------------------------------------------- | ------------ |
| 1.                  | «1648»                                                | 1:40         |
| 2.                  | «Вічне сонце (Eternal Sun)»                           | 7:42         |
| 3.                  | «Кров (Blood)»                                        | 9:02         |
| 4.                  | «Заграва 1768-го (Glare of 1768)»                     | 5:58         |
| 5.                  | «Ціна волі (The Price of Freedom)»                    | 8:12         |
| 6.                  | «Доля (Fate)»                                         | 6:42         |
| 7.                  | «Дума про руйнування січі (Song of Sich Destruction)» | 4:17         |
| Общая длительность: | Общая длительность:                                   | 43:33        |